# Модел ADDIE
ADDIE е акроним означаващ Анализ, Проектиране, Разработка, Внедряване и Оценка (от англ. Analyse, Design, Develop, Implement, Evaluate). Това е един от няколко теоретични модела, които описват дейностите, от които се състои образователният дизайн.

## Основните етапи
1. Анализ – Анализ на нуждите; Предварителен анализ.
2. Проектиране на обучението.
3. Разработка на материалите.
4. Внедряване на материалите.
5. Оценка.

### Анализ
Целите пред анализа са:
1. Да открие истинския проблем – анализ на нуждите.
2. Да определи контекста, в който ще се извършва обучението – предварителен анализ.
3. Анализ на предметната област и целите.

Според Лий и Оуънс (Lee, Owens, 2004) анализът на нуждите е систематичен процес, в който се определят:
1. Целите, които трябва да бъдат постигнати чрез обучението.
2. Несъответствието между реалното и желаното състояние.
3. Приоритетите.

Анализът на нуждите се извършва чрез: събиране на информация и анализ на информацията. Източници на информацията са: ръководителите на служителите; самите служители; експерти в предметната област (Subject Matter Expert – SME); обучаемите, на които им предстои обучението или вече са минали през обучението; анализатори на подобни проблеми. Допълнителна информация може да бъде получена от: длъжностни характеристики; работни процедури; мотивационни и изходящи интервюта със служители; технически упътвания; оценки на работата; оплаквания на клиенти и контрагенти. Информацията се събира чрез: въпросници, директни интервюта, фокус групи, наблюдение.
Анализът на събраната информация трябва да посочи:
1. Коренната причина за проблема.
2. Дали проблемът е в липса на умения или знания.
3. Дали решението на проблема е обучение.
4. Има ли други възможни решения и дали те могат да помогнат в комбинация с обучението.

След като анализът на проблема установи, че решението е обучение, се преминава към следващия етап. Целта е да се установи точно какво обучение е необходимо. Този етап включва анализ на: аудиторията, техническите аспекти, предметната област, най-важните умения, средата, целите, медиите, съществуващите материали и рентабилността.

### Проектиране на обучението
Проектирането е най-важният етап при изпълнението на целия проект. Крайният резултат се нарича спецификация на обучението (Course Design Specification), документ, описващ как ще изглежда обучението след като бъде завършено. В зависимост от курса и условията спецификацията включва: график на дейностите; участниците; план за обучението; подробни схеми на учебните дейности; създаване на интерфейс; оценка от експерт в предметната област за точност и пълнота; оценка за педагогическа издържаност и ефективност; стандарти за фазата на разработката; правила и методология за проверка на точността на тестовете.

### Разработка на материалите
Тази фаза касае инструментите и процесите, използвани за създаването на материалите за обучение и постигането на целите. На този етап се програмира, разработва се графичния потребителски интерфейс и всички мултимедийни елементи. В края на тази фаза е разработен подробен план на действие, който описва стъпка по стъпка процедурите по внедряването. Той включва и кой е отговорен за всеки елемент на проекта, както и времеви график с времеви срокове.
По време на тази фаза всички аудио, видео и текстови материали са събрани, подготвени или създадени. Документацията е завършена и продуктът е готов за тестване.

### Внедряване
През тази фаза се изготвя план, който установява последователността на внедряване и процедурите за обучение на обучаващите и обучаемите, както и завършването на крайния продукт. Крайният продукт се доразвива на базата на нуждите и грешките, открити по време на използването на прототип на продукта от някои от целевата група обучаеми. Всички необходими пособия за обучението се проверяват дали са готови и в наличност.

### Оценяване
Оценяването е систематичен процес, който определя качеството и ефективността на извършеното проектиране на обучение, както и на крайния продукт от него. Оценяването се състои от две части – текуща и обобщаваща. Текущото оценяване е част от всеки един етап на проектирането на обучението и определя постигнатите цели на всяка стъпка. Обобщаващата оценка се извършва след приключването на разработката и внедряването на обучението. Обобщаващата оценка използва обратна връзка от потребителите. Целта е да се установи дали продуктът наистина задоволява учебните нужди. Резултатите от оценката се използват при следващия учебен цикъл за подобряване на ефективността му и изчистване на възникнали проблеми.